# Christian Gratzei
Christian Gratzei (Leoben, 19 settembre 1981) è un allenatore di calcio ed ex calciatore austriaco, preparatore dei portieri del Wolfsberger.

## Palmarès

### Giocatore

#### Competizioni nazionali
- Coppa d'Austria: 2

Sturm Graz: 2009-10, 2017-2018
- Campionato austriaco: 1

Sturm Graz: 2010-11

#### Competizioni internazionali
- Coppa Intertoto UEFA: 1

Sturm Graz: 2008